# Arcadio de Antioquía
Arcadio (en latín: Arcadius, en griego: Ἀρκάδιος) fue un gramático griego de  Antioquía, que prosperó en el siglo II. De acuerdo con la Suda, escribió tratados sobre ortografía y sintaxis, y un onomasticon (vocabulario), descrito como "una producción maravillosa".
Περὶ τόνων (Peri tonon), un epítome de la gran obra de Herodiano sobre prosodia general, en veinte libros, fue erróneamente atribuido a Arcadio, aunque es probablemente obra de Teodosio o de un gramático llamado Aristodemo. Este epítome (Περὶ Τόνων) solo incluye diecinueve libros del trabajo original; el vigésimo es el trabajo de un falsificador del siglo XVI, y aunque pobre y descuidadamente montado, es valioso, ya que preserva el orden del original y, por lo tanto, ofrece una base confiable para su reconstrucción.